# Marek Wieser
Marek Septimus Wieser (* 8. August 1962 in Rybnik, Polen) ist ein polnischer Kameramann.

## Leben
Schon während seines Studiums an der Staatlichen Hochschule für Film, Fernsehen und Theater Łódź arbeitete Marek Wieser in unterschiedlichen Funktionen im polnischen Film, bevor er mit seinem Abschlussfilm Wątroba i ziemniaki 1997 die „Goldene Kaulquappe“ des Kamerapreises Camerimage gewann. Anschließend war es im Jahr 2000 der Fernsehfilm Das neue Land, welcher ihm die Möglichkeit gab, in der schwedischen Filmindustrie Fuß zu fassen.

## Filmografie (Auswahl)
- 1995: Pańcia[2]
- 1996: Wątroba i ziemniaki[3]
- 2000: Das neue Land (Det nya landet)
- 2005: Krama mig
- 2006: Einstimmige Entscheidung (Enhälligt beslut)
- 2008: Patrik 1,5
- 2009: Vegas
- 2010: Varg Veum – Zeichen an der Wand (Varg Veum – Skriften på veggen)
- 2013: Mord in Fjällbacka: Das Familiengeheimnis (Tyskungen)
- 2020: Tiger (Tigers)

## Auszeichnungen
Amanda
- 2010: Beste Kamera – Vegas (nominiert)

Camerimage
- 1997: Goldene Kaulquappe – Wątroba i ziemniaki